# Lisa Montgomery

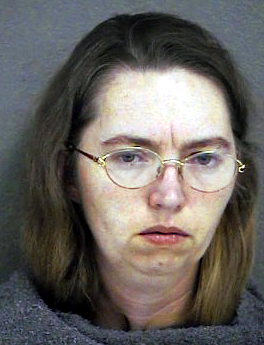
Lisa Montgomery, 2013

Lisa Marie Montgomery (* 27. Februar 1968 in Melvern, Kansas; † 13. Januar 2021 in Terre Haute, Indiana) war eine US-Amerikanerin, die 2007 als Mörderin verurteilt und 2021 hingerichtet wurde. Ihre Schuldfähigkeit war aufgrund verschiedener psychischer Erkrankungen umstritten.

## Leben und Tat
Lisa Montgomery wurde in ihrer Kindheit und Jugend jahrelang sexuell misshandelt. Ihre Eltern waren Alkoholiker. Im Alter von 18 Jahren heiratete sie ihren Stiefbruder und hatte mit ihm vier Kinder in kurzer Folge. Anschließend ließ sie sich sterilisieren. Das Paar ließ sich 1998 scheiden, und sie heiratete ein zweites Mal im Jahr 2000.
Lisa Montgomery ermordete am 16. Dezember 2004 die 23-jährige Bobbie Jo Stinnett, die ihr erstes Kind erwartete und im achten Monat schwanger war. Sie besuchte sie unter dem Vorwand, einen Hund aus ihrer Zucht kaufen zu wollen, und schnitt Stinnett den Säugling aus dem Bauch. Am Tag nach der Tat wurde sie in Skidmore im US-Bundesstaat Missouri, rund 250 Kilometer vom Tatort entfernt, festgenommen. Das geraubte Baby überlebte die Tat.

## Prozess und Todesstrafe
Montgomery wurde der Entführung mit Todesfolge nach 18 U.S.C. § 1201(a)(1) mit dem Zusatz auf besonders grausame Weise angeklagt. Sie versuchte zunächst, die Todesstrafe mit dem Einspruch abzuwenden, die Staatsanwaltschaft könne nicht beweisen, dass die Entführung des Babys den Tod der Mutter zur Folge gehabt habe. Nachdem dieser Einspruch abgelehnt worden war, ging ihre Verteidigung dahin, sich für unzurechnungsfähig erklären zu lassen. Der Sachverständige der Staatsanwaltschaft erklärte jedoch, Montgomery habe zur Tatzeit unter keiner psychischen Krankheit gelitten, die ihre Fähigkeit beeinträchtigt hätte, das Ausmaß ihrer Straftaten zu erkennen. Daraufhin wurde Montgomery von der Jury gemäß der Anklage für schuldig befunden und 2007 vom Gericht zum Tode verurteilt. Ein Berufungsverfahren 2011 bestätigte das Urteil.
Bei Montgomery wurde während ihrer Haft unter anderem eine bipolare Störung diagnostiziert. Dazu traten bei ihr eine posttraumatische Belastungsstörung, Angstzustände und Depression sowie Psychosen, Dissoziationen und Amnesie auf.
Das US-Justizministerium entschied 2020 in ihrem Fall – wie bei zwölf anderen zum Tode verurteilten Häftlingen in US-Bundesgefängnissen –, dass die Hinrichtung vollzogen wird. Die zu diesem Zeitpunkt 52 Jahre alte Montgomery sollte am 12. Januar 2021 hingerichtet werden. Ein Gericht im Bundesstaat Indiana setzte die Vollstreckung aus, weil Montgomery psychisch in einem so schlechten Zustand sei, dass sie den Grund für ein Todesurteil nicht begreifen könne. Die dem Gericht vorliegenden Berichte zeigten laut Vorsitzendem Richter, dass Montgomery seit ihrer Geburt psychisch geschädigt sei und sie sich gerade in einem geistigen Ausnahmezustand befunden habe.
Montgomerys Anwälte ersuchten Anfang 2021 den scheidenden US-Präsidenten Donald Trump um Gnade für ihre Mandantin und baten um Umwandlung der Todesstrafe in eine lebenslange Haftstrafe. Die Anwälte argumentierten in ihrem Brief, Montgomery sei zum Tatzeitpunkt im Jahr 2004 psychisch schwer krank gewesen.
Am 13. Januar 2021 wurde Montgomery in der Justizvollzugsanstalt Terre Haute mittels letaler Injektion hingerichtet. Bei dem Vollzug des Todesurteils an Lisa Montgomery handelte es sich um die erste Hinrichtung einer Frau in den Vereinigten Staaten seit 2015. Es war die erste Hinrichtung einer Frau nach US-Bundesrecht seit 1953.